# Wiesław Jaguś

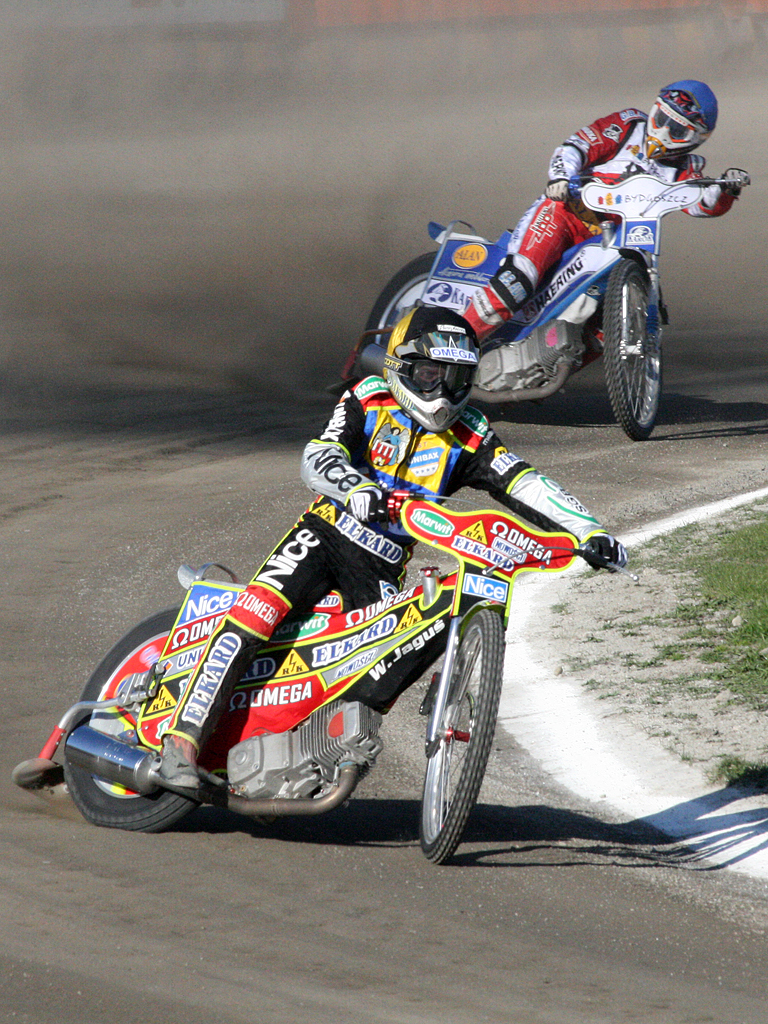
Jaguś w 2009 roku podczas meczu z bydgoską Polonią. W tle Krzysztof Buczkowski

Wiesław Jaguś (ur. 13 września 1975 w Toruniu) – polski żużlowiec.

## Kariera żużlowa
Karierę żużlową rozpoczął w 1992 w barwach Apatora Toruń, z którym to klubem był związany przez całą sportową karierę. Oprócz ligi polskiej, startował także w Szwecji (Rospiggarna Hallstavik) oraz epizodycznie w Rosji (Wostok Władywostok).
Jaguś kilkukrotnie reprezentował barwy Polski na arenie międzynarodowej. W 1996 bez powodzenia wystąpił w finale mistrzostw świata juniorów w Olching (Niemcy). W 2002 z klubem zajął trzecie miejsce w Klubowym Pucharze Europy. W 2006 zdobył dla Polski złoto Mistrzostw Europy Par. W 2008 powołany został przez Marka Cieślaka do kadry narodowej, z którą zdobył srebrny medal w Drużynowym Pucharze Świata.
W 2004 miał okazję wystąpić z „dziką kartą” w jednym z turniejów wyłaniających mistrza świata – w GP Europy we Wrocławiu. Dwa lata później wystąpił w GP Polski w Bydgoszczy i zajął czwarte miejsce. W sezonie 2007 startował w cyklu jako jego stały uczestnik. W turnieju o GP Włoch niespodziewanie zajął 3. miejsce, a całą rywalizację o tytuł Indywidualnego Mistrza Świata skończył na 11 miejscu. W sezonie 2008 ponownie otrzymał „dziką kartę” na Grand Prix Polski w Bydgoszczy (zajął ósme miejsce).
Wiesław Jaguś znany jest jednak przede wszystkim z dobrych występów w meczach ligowych. Ze swoją drużyną zdobył dziesięć medali Drużynowych Mistrzostw Polski – złoty w 2001 oraz 2008, 5 srebrnych (1995, 1996, 2003, 2007, 2009) oraz 3 brązowe (1992, 1993, 1994), a także cztery medale Drużynowego Pucharu Polski – 3 złote (1993, 1996, 1998) oraz srebrny w 1999. Jako junior zdobył ponadto z drużyną dwa medale MDMP – srebrny w 1993 i brązowy rok później.
Na swoim koncie Jaguś ma także medale w rywalizacji par klubowych – jako junior dwukrotnie zdobył brązowe medale MMPPK (1994-95), a jako senior trzy razy złoto (2004, 2008, 2010) oraz brąz (2003).
Krajowe sukcesy indywidualne Jagusia to przede wszystkim brązowy medal mistrzostw Polski w 1998 i srebrny w 2006 oraz dwa zwycięstwa w prestiżowych turniejach o „kaski” – w Srebrnym Kasku w 1996 i w Złotym Kasku w 2004.
Rok 2006 zostanie zapewne zaliczony do najbardziej udanych w karierze. W ciągu jednego tygodnia Jaguś zdobył srebrny medal IMP oraz wygrał w szwedzkiej Vetlandzie Wielki Finał eliminacji Indywidualnych Mistrzostw Świata i wywalczył udział w cyklu Grand Prix 2007. Cykl Grand Prix 2007 rozpoczął niespodziewanym sukcesem – w inauguracyjnych zawodach o GP Włoch stanął na najniższym stopniu podium.
W listopadzie 2010 Wiesław Jaguś ogłosił zakończenie czynnej kariery zawodniczej. W barwach drużyny z Torunia startował przez 19 lat, w tym okresie uczestnicząc w 311 ligowych meczach. W 2008 nominowany w plebiscycie Torunianin Roku Gazety Wyborczej.

## Życie prywatne
Jego młodszy brat Marcin także był żużlowcem.

## Starty w Grand Prix (Indywidualnych Mistrzostwach Świata na żużlu)

### Miejsca na podium
| Nr | Dzień       | Rok  | Nazwa            | Miejscowość | Tor                  | Miejsce | Punkty | Biegi           | Zwycięzca      |
| -- | ----------- | ---- | ---------------- | ----------- | -------------------- | ------- | ------ | --------------- | -------------- |
| 1. | 28 kwietnia | 2007 | Grand Prix Włoch | Lonigo      | Stadion Santa Marina | 3       | 14     | (0,3,3,3,1,2,2) | Nicki Pedersen |

### Punkty w poszczególnych zawodachGrand Prix
| Sezon 2004             |                     |                         |                                |                                |                           |                          |                       |                       |                       |                            |         |         |         |         |         |         |         |         |         |         |         |         |         |         |         |        |        |        |        |        |        |        |        |        |        |        |        |        |        |        |        |        |        |        |        |        |        |
| GP Szwecji – Sztokholm | GP Czech – Praga    | GP Europy – Wrocław     | GP Wielkiej Brytanii – Cardiff | GP Danii – Kopenhaga           | GP Skandynawii – Göteborg | GP Słowenii – Krško      | GP Polski – Bydgoszcz | GP Norwegii – Hamar   | miejsce               | miejsce                    | miejsce | miejsce | miejsce | miejsce | miejsce | miejsce | miejsce | miejsce | miejsce | miejsce | miejsce | miejsce | miejsce | miejsce | miejsce | punkty | punkty | punkty | punkty | punkty | punkty | punkty | punkty | punkty | punkty | punkty | punkty | punkty | punkty | punkty | punkty | punkty | punkty | punkty | punkty | punkty | punkty |
| –                      | –                   | 4                       | –                              | –                              | –                         | –                        | –                     | –                     | 33                    | 33                         | 33      | 33      | 33      | 33      | 33      | 33      | 33      | 33      | 33      | 33      | 33      | 33      | 33      | 33      | 33      | 4      | 4      | 4      | 4      | 4      | 4      | 4      | 4      | 4      | 4      | 4      | 4      | 4      | 4      | 4      | 4      | 4      | 4      | 4      | 4      | 4      | 4      |
| Sezon 2006             |                     |                         |                                |                                |                           |                          |                       |                       |                       |                            |         |         |         |         |         |         |         |         |         |         |         |         |         |         |         |        |        |        |        |        |        |        |        |        |        |        |        |        |        |        |        |        |        |        |        |        |        |
| GP Słowenii – Krško    | GP Europy – Wrocław | GP Szwecji – Eskilstuna | GP Wielkiej Brytanii – Cardiff | GP Danii – Kopenhaga           | GP Włoch – Lonigo         | GP Skandynawii – Målilla | GP Czech – Praga      | GP Łotwy – Dyneburg   | GP Polski – Bydgoszcz | miejsce                    | miejsce | miejsce | miejsce | miejsce | miejsce | miejsce | miejsce | miejsce | miejsce | miejsce | miejsce | miejsce | miejsce | miejsce | miejsce | punkty | punkty | punkty | punkty | punkty | punkty | punkty | punkty | punkty | punkty | punkty | punkty | punkty | punkty | punkty | punkty | punkty | punkty | punkty | punkty | punkty | punkty |
| –                      | –                   | –                       | –                              | –                              | –                         | –                        | –                     | –                     | 16                    | 17                         | 17      | 17      | 17      | 17      | 17      | 17      | 17      | 17      | 17      | 17      | 17      | 17      | 17      | 17      | 17      | 16     | 16     | 16     | 16     | 16     | 16     | 16     | 16     | 16     | 16     | 16     | 16     | 16     | 16     | 16     | 16     | 16     | 16     | 16     | 16     | 16     | 16     |
| Sezon 2007             |                     |                         |                                |                                |                           |                          |                       |                       |                       |                            |         |         |         |         |         |         |         |         |         |         |         |         |         |         |         |        |        |        |        |        |        |        |        |        |        |        |        |        |        |        |        |        |        |        |        |        |        |
| GP Włoch – Lonigo      | GP Europy – Wrocław | GP Szwecji – Eskilstuna | GP Danii – Kopenhaga           | GP Wielkiej Brytanii – Cardiff | GP Czech – Praga          | GP Skandynawii – Målilla | GP Łotwy – Dyneburg   | GP Polski – Bydgoszcz | GP Słowenii – Krško   | GP Niemiec – Gelsenkirchen | miejsce | miejsce | miejsce | miejsce | miejsce | miejsce | miejsce | miejsce | miejsce | miejsce | miejsce | miejsce | miejsce | miejsce | miejsce | punkty | punkty | punkty | punkty | punkty | punkty | punkty | punkty | punkty | punkty | punkty | punkty | punkty | punkty | punkty | punkty | punkty | punkty | punkty | punkty | punkty | punkty |
| 14                     | 6                   | 6                       | 3                              | 0                              | 9                         | 12                       | 11                    | 5                     | 9                     | 6                          | 11      | 11      | 11      | 11      | 11      | 11      | 11      | 11      | 11      | 11      | 11      | 11      | 11      | 11      | 11      | 81     | 81     | 81     | 81     | 81     | 81     | 81     | 81     | 81     | 81     | 81     | 81     | 81     | 81     | 81     | 81     | 81     | 81     | 81     | 81     | 81     | 81     |
| Sezon 2008             |                     |                         |                                |                                |                           |                          |                       |                       |                       |                            |         |         |         |         |         |         |         |         |         |         |         |         |         |         |         |        |        |        |        |        |        |        |        |        |        |        |        |        |        |        |        |        |        |        |        |        |        |
| GP Słowenii – Krško    | GP Europy – Leszno  | GP Szwecji – Göteborg   | GP Danii – Kopenhaga           | GP Wielkiej Brytanii – Cardiff | GP Czech – Praga          | GP Skandynawii – Målilla | GP Łotwy – Dyneburg   | GP Polski – Bydgoszcz | GP Włoch – Lonigo     | GP Finał – Bydgoszcz       | miejsce | miejsce | miejsce | miejsce | miejsce | miejsce | miejsce | miejsce | miejsce | miejsce | miejsce | miejsce | miejsce | miejsce | miejsce | punkty | punkty | punkty | punkty | punkty | punkty | punkty | punkty | punkty | punkty | punkty | punkty | punkty | punkty | punkty | punkty | punkty | punkty | punkty | punkty | punkty |        |
| –                      | –                   | –                       | –                              | –                              | –                         | –                        | –                     | 9                     | –                     | –                          | 18      | 18      | 18      | 18      | 18      | 18      | 18      | 18      | 18      | 18      | 18      | 18      | 18      | 18      | 18      | 9      | 9      | 9      | 9      | 9      | 9      | 9      | 9      | 9      | 9      | 9      | 9      | 9      | 9      | 9      | 9      | 9      | 9      | 9      | 9      | 9      |        |

| Statystyki        | Statystyki |
| ----------------- | ---------- |
| Starty            | 14         |
| Zwycięstwa        | 0          |
| Miejsca na podium | 1          |
| Finalista         | 2          |
| Punkty            | 110        |

## Inne ważniejsze turnieje
| Osiągnięcia: | Osiągnięcia: | 11. miejsce (2005) | 11. miejsce (2005) | 11. miejsce (2005) | 11. miejsce (2005) |
| Sezon        | Miasto       | Msc                | Pkt                | Biegi              | Kluby              |
| 2005         | Gorzów Wlkp. | 11                 | 5                  | (2,0,0,3,d)        | Toruń              |

IMP na żużlu 2009
5. Wiesław Jaguś (Unibax Toruń) 10 (0,3,3,2,2)
IMP na żużlu 2006
2. Wiesław Jaguś (3,3,3,2,1) 12